# Vizslás
Vizslás es un pueblo ubicado en el condado de Nógrád, Hungría.

## Superficie
Posee una superficie de 10,12 kilómetros cuadrados.

## Demografía
Hasta 2021 la población era de 1215 habitantes, con una densidad de población de 120,05 habitantes por kilómetro cuadrado.